# Bracharoa tricolor
Bracharoa tricolor is een vlinder uit de familie spinneruilen (Erebidae), onderfamilie donsvlinders (Lymantriinae). De wetenschappelijke naam van deze soort is voor het eerst geldig gepubliceerd in 1856 door Herrich-Schäffer.
De soort komt voor in tropisch Afrika.